# Старые Низковицы
Ста́рые Ни́зковицы (фин. Niskovitsa) — деревня в Гатчинском муниципальном округе Ленинградской области.

## История
На карте Ингерманландии А. И. Бергенгейма, составленной по материалам 1676 года упоминается как деревня Niskowits.
На шведской «Генеральной карте провинции Ингерманландии» 1704 года — как Niskowitsby.
На карте Санкт-Петербургской губернии Я. Ф. Шмидта 1770 года обозначена как деревня Нисковицы.
На карте Санкт-Петербургской губернии 1792 года А. М. Вильбрехта обозначены уже 4 соседние деревни Нисковицы.
Две смежные деревни Нисковицы из 7 и 10 дворов с усадьбой Нисковицы помещика Скворцова из 2 дворов упоминаются на «Топографической карте окрестностей Санкт-Петербурга» Ф. Ф. Шуберта 1831 года.
Согласно 8-й ревизии 1833 года мыза Нисковицы принадлежала капитану А. П. Скворцову.

НИСКОВИЦЫ — деревня принадлежит наследникам покойного гвардии капитана Скворцова, число жителей по ревизии: 114 м. п., 118 ж. п. (1838 год)

На картах Ф. Ф. Шуберта 1844 года и С. С. Куторги 1852 года обозначена как деревня Нисковицы, состоящая из 66 дворов.
На этнографической карте Санкт-Петербургской губернии П. И. Кёппена 1849 года она обозначена как деревня «Niskowitz», расположенная в ареале расселения савакотов. В пояснительном тексте к этнографической карте она записана как деревня Niiskowitz (Нисковицы) и указано количество её жителей на 1848 год: савакотов — 110 м. п., 143 ж. п., всего 253 человека.
Согласно 9-й ревизии 1850 года деревня Нисковицы принадлежала помещику Скворцову.

НИСКОВИЦЫ — деревня господина Скворцова, по просёлочной дороге, число дворов — 44, число душ — 102 м. п.(1856 год)

Согласно 10-й ревизии 1856 года мыза Низковицы принадлежала помещику Скворцову.
Согласно «Топографической карте частей Санкт-Петербургской и Выборгской губерний» в 1860 году деревня называлась Низковицы и состояла из 40 крестьянских дворов. В деревне располагались: «Постоялый Двор» и «Мыза Харламова». Южнее по смежеству располагалась деревня Нисковицы из 3 дворов.

НИЗКОВИЦЫ — деревня владельческая при пруде и колодце, число дворов — 59, число жителей: 103 м. п., 112 ж. п. (1862 год)

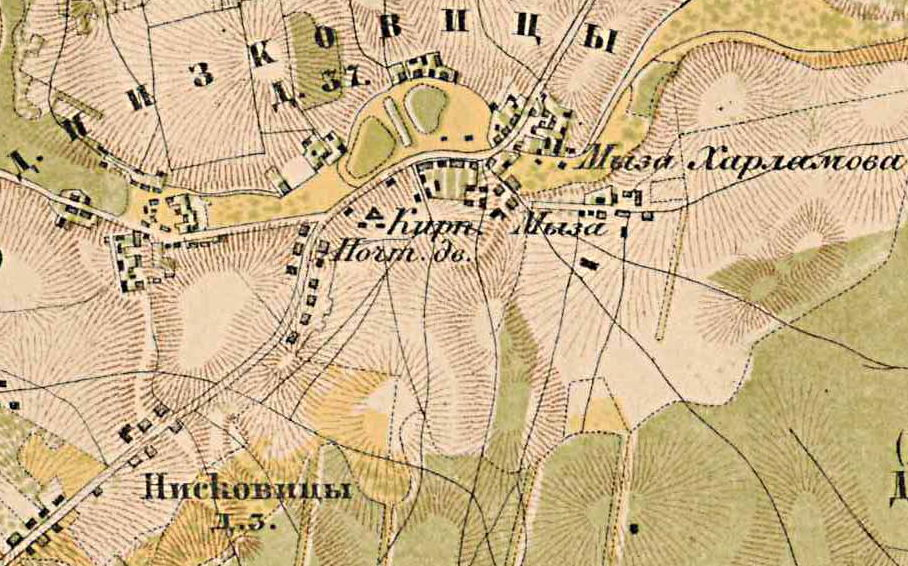
План деревни Низковицы. 1885 год

В 1885 году деревня Низковицы насчитывала 37 дворов. В деревне находились: почтовый двор, кирпичный завод, Мыза Харламова и ещё одна безымянная мыза. К югу располагалась ещё одна деревня — Нисковицы из трёх дворов.
Согласно материалам по статистике народного хозяйства Петергофского уезда 1887 года мыза Нисковицы площадью 1661 десятина принадлежала ветеринарному врачу А. М. Харламову, она была приобретена в 1880 году за 13 000 рублей. Охоту хозяин сдавал в аренду.
В конце XIX века деревня административно относилась к 1-му стану Петергофского уезда Санкт-Петербургской губернии, в начале XX века — к Витинской волости 2-го стана. Население деревни было исключительно финским.
По данным «Памятной книжки Санкт-Петербургской губернии» за 1905 год мыза Нисковицы площадью 1212 десятин принадлежала ветеринарному врачу Александру Матвеевичу Харламову.
В 1903 году в деревне открылась школа. Учителями в ней работали «мадемуазель Сахарова и мадемуазель Струшова».
К 1913 году количество дворов увеличилось до 41.
С 1917 по 1922 год деревня Старые Низковицы входила в состав Низковицкого сельсовета Витинской волости Петергофского уезда.
С 1922 года в составе Жабинского сельсовета Кипенно-Ропшинской волости.
С 1926 года в составе Низковицкого сельсовета Ропшинской волости Гатчинского уезда. Согласно данным переписи населения СССР 1926 года в деревне Старые Низковицы Низковицкого сельсовета Ропшинской волости Троцкого уезда проживали 205 человек, большинство финны, а также русские, эстонцы и латыши.
С 1927 года в составе Ораниенбаумского района.
С 1928 года в составе Жабинского сельсовета.

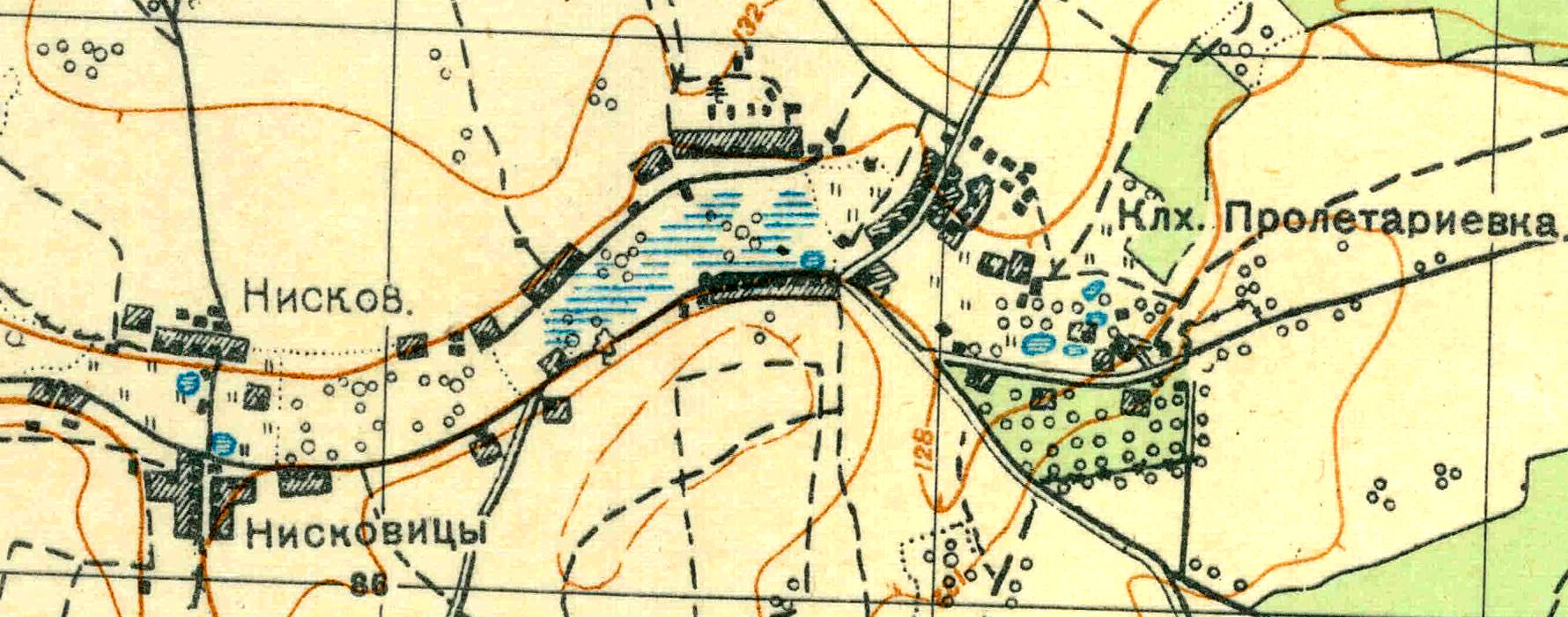
План деревни Старые Низковицы. 1931 год

С 1931 года в составе Красногвардейского района. Согласно топографической карте 1931 года деревня называлась Нисковицы и насчитывала 86 дворов. В деревне был организован колхоз Пролетариевка.
По данным 1933 года деревня называлась Старые Нисковицы и входила в состав Жабинского сельсовета Красногвардейского района.
С 1940 года вновь в составе Низковицкого сельсовета.
Деревня была освобождена от немецко-фашистских оккупантов 22 января 1944 года.
С 1944 года в составе Гатчинского района.
С 1954 года в составе Большеондровского сельсовета.
По данным 1966 и 1973 годов деревня Старые Низковицы также находилась в составе Большеондровского сельсовета.
По данным 1990 года деревня Старые Низковицы входила в состав Сяськелевского сельсовета Гатчинского района.

## География
Деревня расположена в северо-западной части района на автодороге 41К-023 (Старые Низковицы — Кипень).
Расстояние до административного центра поселения, деревни Сяськелево — 15 км.
Расстояние до ближайшей железнодорожной станции Войсковицы — 15 км.

## Демография
| 1838 | 1848 | 1862 | 1997 | 2006 | 2007 | 2010 |
| ---- | ---- | ---- | ---- | ---- | ---- | ---- |
| 232  | ↗253 | ↘215 | ↗234 | ↗256 | ↗268 | ↗326 |
| 2012 | 2013 | 2017 |      |      |      |      |
| ↘255 | ↘241 | ↗320 |      |      |      |      |

В 1997 году в деревне проживали 237 человек.
По состоянию на 1 января 2007 года деревня состояла из 92 домохозяйств, где проживали 268 человек, в 2010 году — 326 человек .

### Национальный состав
В 2002 году в деревне проживал 261 человек, из них русские — 227 человек.
Согласно данным Всероссийской переписи населения 2021 года в деревне проживал 381 человек, из них:
 русские — 310, армяне — 7, киргизы — 6, узбеки — 4, казахи — 3, украинцы — 2, таджики — 1, татары — 1, финны-ингерманландцы — 1, чуваши — 1, остальные национальность не указали.

## Предприятия и организации
Фельдшерско-акушерский пункт.

## Транспорт
От Гатчины до Старых Низковиц можно доехать на автобусе  № 536.